# مبسس
مْبَسَّس أو المثقبة هو خُبز جزائري يُصنع من سميد القمح. يُحضَّر بالزبدة أو الزيت، ويتميّز بقوامه الرملي وغالبًا ما يُغمس في العسل. يُصنع في مختلف مناطق الجزائر، ويُطهى على صاج معدني. يُشبه المبرجة، لكن من دون إضافة معجون التمر. ويُستهلك مع القهوة عادةً.
يُصنع أيضًا في تونس.